# Harry Styles által szerzett dalok listája

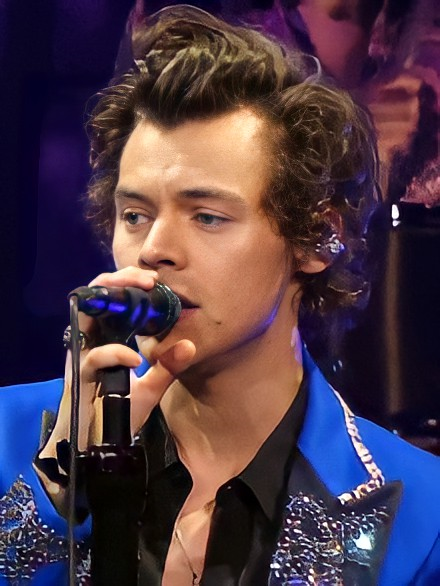
Styles Nashville-ben (Tennessee), a Harry Styles: Live on Tour turné egyik állomásán 2018-ban.

Harry Styles angol énekes, dalszerző, zenész és színész szerezte saját dalait mindhárom stúdióalbumán – Harry Styles (2017), Fine Line (2019) és Harry’s House (2022) – és más előadóknak is, beleértve első együttesét, a One Directiont. Legtöbbször ő írta a dalok túlnyomó részét, mikor szerzőként szerepel rajtuk.
Styles első albumán Jeff Bhaskerrel, Mitch Rowlanddel, Alex Salibiannal, Tyler Johnsonnal és Ryan Nascival dolgozott együtt, többek között Sign of the Times debütáló kislemezén, amely első lett a Brit kislemezlistán és több, mint két millió példány kelt el belőle az Egyesült Államokban. Styles a dalt egy anyáról írta, „aki éppen világra hozza gyermekét, de komplikációkba ütköznek. Az anyának elmondják, hogy ’A gyerek rendben van, de te nem fogod túlélni.’” Ezt az analógiát az énekes arra használta, hogy bemutassa az „alapvető” igazságtalanságosságokat az életben és jelenlegi társadalomban. Styles következőképpen írta le a dal szerzésének folyamatát: „A dal, ami után az album elkezdett tényleg egy albumnak érződni a dalok csoportja helyett a Sign of the Times volt. Korán fejeztem be az ebédet és nagyjából öt percig ültem a zongora előtt. A leggyorsabb szerzeményem volt az albumon. Szerintem, a refrén kivételével, három óra alatt befejeztük.” Bhasker is ehhez hasonlóan beszélt a felvételekről: „Harry zongorázott és egy kicsit kibeleztük a dalt. Ezután megfogott egy mikrofont én pedig zongoráztam és a teljes felvételt összevágtuk nagyjából három óra alatt.” Bhasker ezek mellett kiemelte, hogy Styles „vezette a folyamatot. Nem kellett ott ülnie és mindig rám hagyatkoznia. Harry volt a főnök.”
A második stúdióalbumán Styles közreműködött barátjával, Thomas Hull producerrel, aki az első albumon minimális munkát végzett. Ezek mellett továbbra is részt vett a munkálatokban Johnson, Rowland és Bhasker. Styles azt mondta, hogy a második album felvételei „sokkal boldogabb” volt és, hogy „A felszabadító része az album készítésének az volt, hogy újrafogalmaztam mit is jelent nekem a siker. Egy olyan lelki állapotba kerültem, hogy olyan zenét csinálok, ami engem boldoggá tesz és így lehet legkönnyebben elérni a sikert, illetve elengedtem azokat a számokat, amiket az albumaimnak el kellett érnie, nagyon felszabadító volt.” Styles a Lights Up kislemezről, amely harmadik lett a Brit kislemezlistán, azt mondta, hogy egy „nagyon felemelő és felszabadító dal” és „önvizsgálatról, önmaga felfedezéséről és szabadságról szól. Dolgok, amiket megpróbáltam feldolgozni és legyőzni az elmúlt pár évben, elfogadni ezeket a dolgokat.” A dalszerzésről azt mondta, hogy „a Lights Up volt a legszokatlanabb dal, amit valaha írtam. Hangjegyzeteken keresztül írtuk Tylerrel (Johnson). Elküldte nekem a dalt és egymásnak küldözgettük a hangjegyzeteket. Én megírtam a dalszöveget és gyorsan összeültünk a stúdióban felvenni. A második napon úgy döntöttem, hogy hozzáadom a refrént, amit általában nem csinálunk ilyen hamar. Amint bekerült a refrén, megszületett a dal és egy teljesen más irányba vitte. A kedvenc dolgom a dallal kapcsolatban, hogy nem is tudom mi akar lenni. Nem sok értelme van, de szerintem ezért is tetszik ennyire.” Egy másik Fine Line-kislemez, amely a Billboard Hot 100 listavezetője lett, a Watermelon Sugar volt. Ezért a dalért kapta meg első Grammy-jelölését és a másodikat a Brit Awards-díjátadón. Thomas Hull, aki Stylesszal együtt szerezte a dalt azt mondta a Music Weeknek 2021-ben, hogy „Az egyik első dal volt, az is lehet, hogy az első, amit az albumra írtunk. Elutaztunk Tyler Johnson stúdiójába Nashville-be. Én és Tyler játszottunk, azt megjelent Harry és elkezdett énekelni és kialakult az egész. Harry a Görögdinnye édes levében könyvet olvasta. Vagy ő hozta be vagy már ott volt, nem tudom. Elkészültünk a dallammal és azt mondta ’Mit gondoltok arról, hogy Watermelon Sugar?’ Először, és ez gyakran van dalszövegekkel, azt gondoltam, hogy ’Ez elég furcsa.’ Utána meg, hogy ’Ember, ez zseniális.’ Emlékszem, hogy arra gondoltam, mi ez. Harry annyira jó a dalszövegekkel, már tényleg saját maga.” Stylest és Kid Harpoont jelölték az Év dalszerzője díjra a 2021-es Ivor Novello-díjátadón, amely Nagy-Britannia legjobb szerzőit és dalszerzőit ismeri el. Ugyan a díjat Celeste és Jamie Hardman nyerte el, az Adore You Fine Line-dal elnyerte a legtöbbször játszott dal díjat.
Azt követően, hogy több dalt is szerzett az Up All Night és a Take Me Home albumokon, együtt dolgozott Savan Kotechával és Carl Falkkal, hogy megírja a Happily dalt, illetve Gary Lightbodyval és Jacknife Leevel a Something Great számot, amelyek mind szerepeltek a Midnight Memories lemezen. Styles azt mondta, hogy a Happily volt az első alkalom, hogy látta a nevét a dalszerzők között, mikor tényleg tetszett neki a dal. Ezen az albumon Styles az egyik szerzője volt még a Story of My Life kislemeznek, amely második lett a Brit kislemezlistán és több, mint három millió példányban kelt el az Egyesült Államokban. Styles ezek mellett dolgozott Ariana Grande My Everything (2014) albumán, a Just a Little Bit of Your Heart dalon, Johan Carlssonnal együtt. Grande előadta a dalt az 57. Grammy-gálán, ahol elnyerte első jelölését. Styles Carlssonnal szerezte még az I Love You-t is, amely az Alex & Sierra debütáló albumán szerepelt. Több dalt is szerzett a One Direction Four lemezén, beleértve a Where Do Broken Hearts Go és a Stockholm Syndrome dalokat, a Night Changes kislemez mellett. A Made in the A.M.-en is közreműködött több dalon, amelyek közé tartozott a Perfect kislemez is, amely második volt a Brit kislemezlistán. Együtt írta Meghan Trainorral a Somedayt, amelyet Trainor és Michael Bublé vett fel az utóbbi Grammy-jelölt albumára, a Nobody but Mere (2016). Jack Antonoffal és Ilsey Juberrel szerezte az Alfie’s Song (Not So Typical Love Song) dalt, amely szerepelt a Kszi, Simon filmben.
Styles karrierje során eddig 84 dalon dolgozott, beleértve több kiadatlan dalt is. A korábban említett előadók mellett Styles szerzett dalt az Augustana és a Kodaline együtteseknek és Gavin DeGraw énekesnek is. Együtt dolgozott még ezek mellett a OneRepublic énekesével Ryan Tedderrel, John Legenddel és Johnny McDaiddel. Zenészek, akikről Styles azt mondta, hogy dolgozott még Taylor Swifttel, Bruno Marssal és Max Martinnal, de nem adott ki velük dalt.
Styles dalszerzői tehetségét és jártasságát több író partnere is kiemelte, Tedder azt mondta, hogy egy „zseniálisan tehetséges szerző,” míg Kotecha kiemellte, hogy „Harryvel nagyon érdekes volt, mert a (One Direction) második albumán tényleg lehetett látni, hogy egy kibaszott jó író. Készítettünk egy dalt a harmadik albumra – az egyetlen, amit a harmadik albumra csináltunk – , aminek Happily a címe, amire én nagyon büszke vagyok, és szerintem ő is... nagyon jó ötletei voltak.” Grande is méltatta Stylest: „Az emberek ismerik Harryt, természetesen főleg énekesként, de szerintem mindenki le lesz nyűgözve, mikor meghallják az írási képességeit” és, hogy „inkább megfélemlített, mert felvett egy demót, hogy meg tudjam tanulni a dalt (Just A Little Bit of Your Heart). Úgy voltam vele, hogy ’Nem tudom, hogy hozzá akarok-e nyúlni! Annyira gyönyörű volt, ahogy ő énekelte, Nem tudom, hogy sajátomévá akarom-e tenni.’” Legend is jókat mondott a dalszerzőről: „Nagyon szeretnék vele újra írni, mert egy nagyon jó srác és nagyon tehetséges. Nagyon jó szövegekkel kapcsolatos ötletei vannak és egy nagyon jó szerző.”

## Dalok

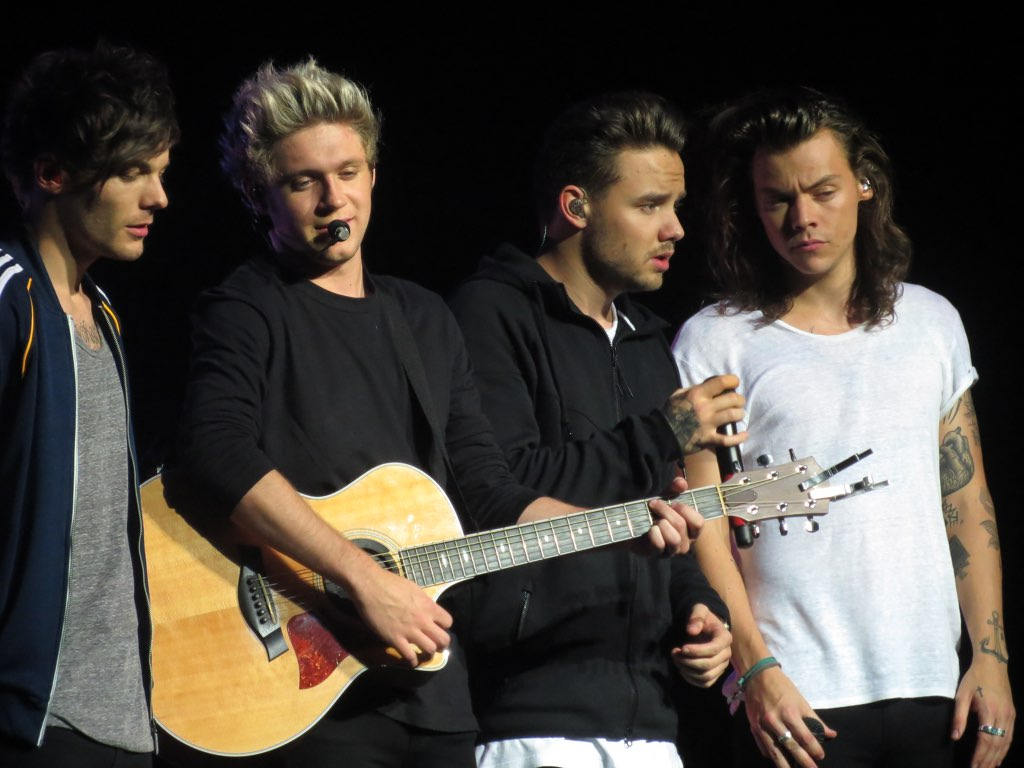
Styles több dalt is szerzett a One Direction együttesnek 2010 és 2015 között, beleértve a Night Changes, a Perfect és a Story of My Life kislemezeket.

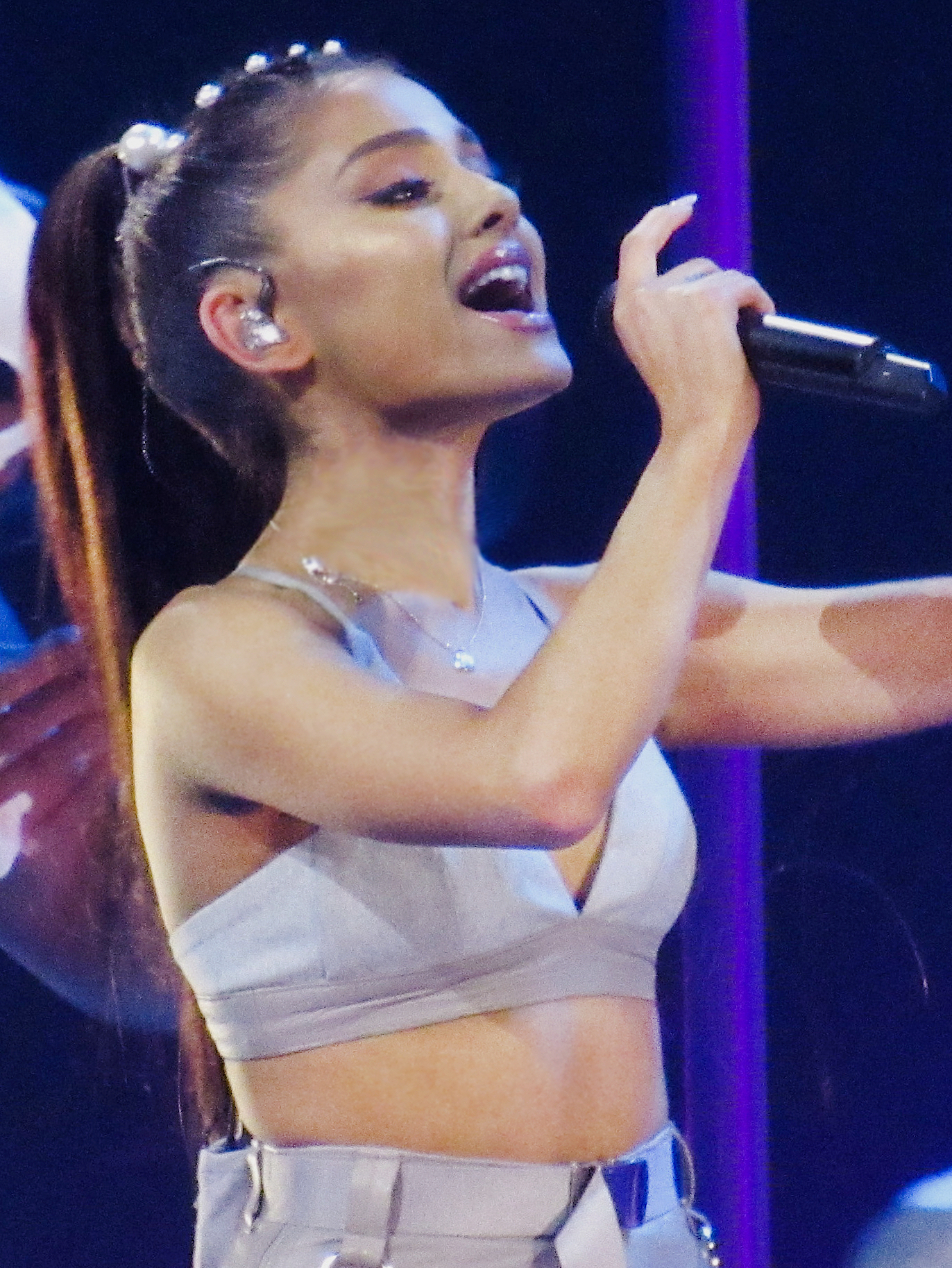
Styles volt az egyik szerzője a Just a Little Bit of Your Heart dalnak, amely helyett kapott Ariana Grande második stúdióalbumán, a My Everythingen (2014).

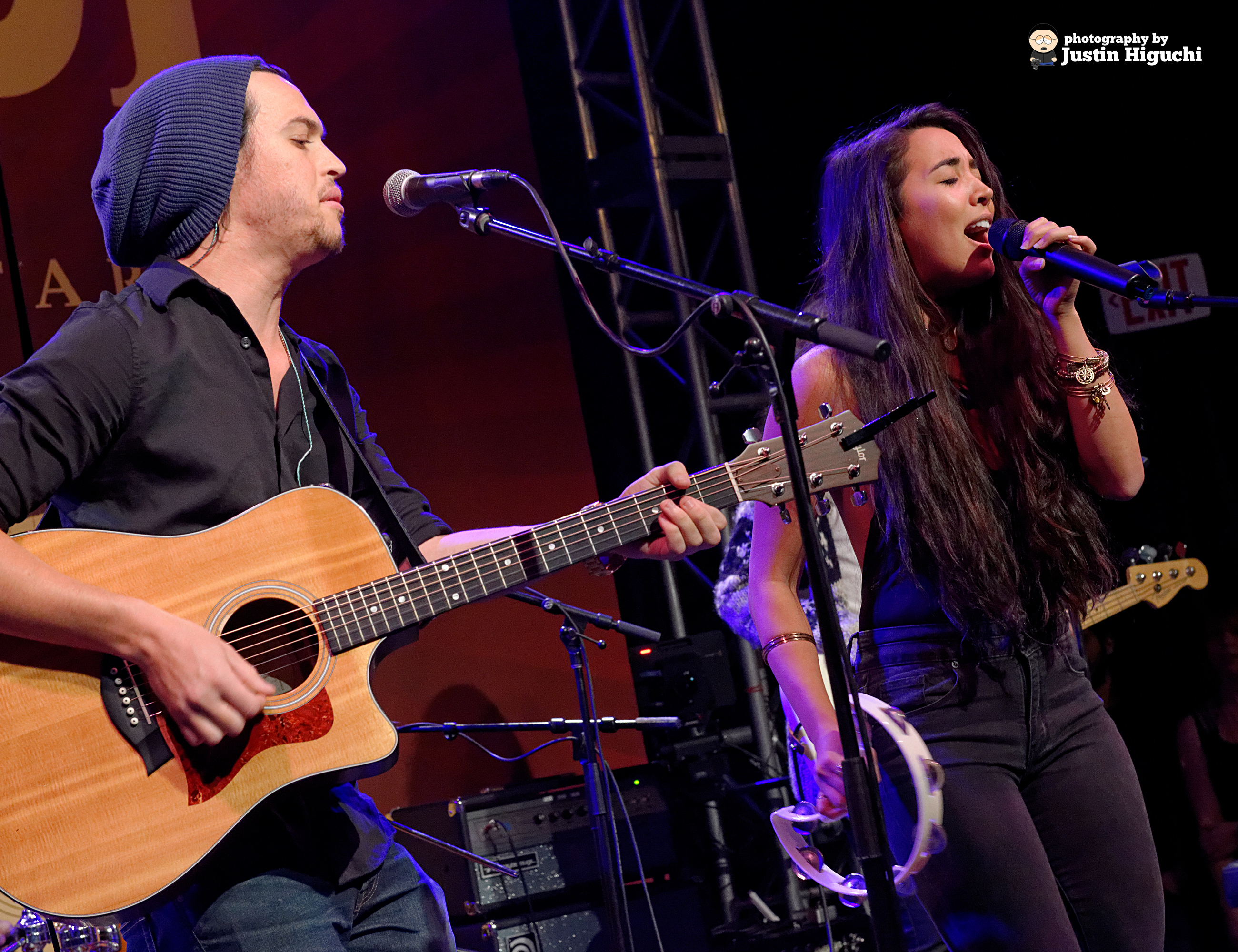
Styles volt az egyik szerzője az Alex & Sierra debütáló albumán szereplő I Love You dalnak.

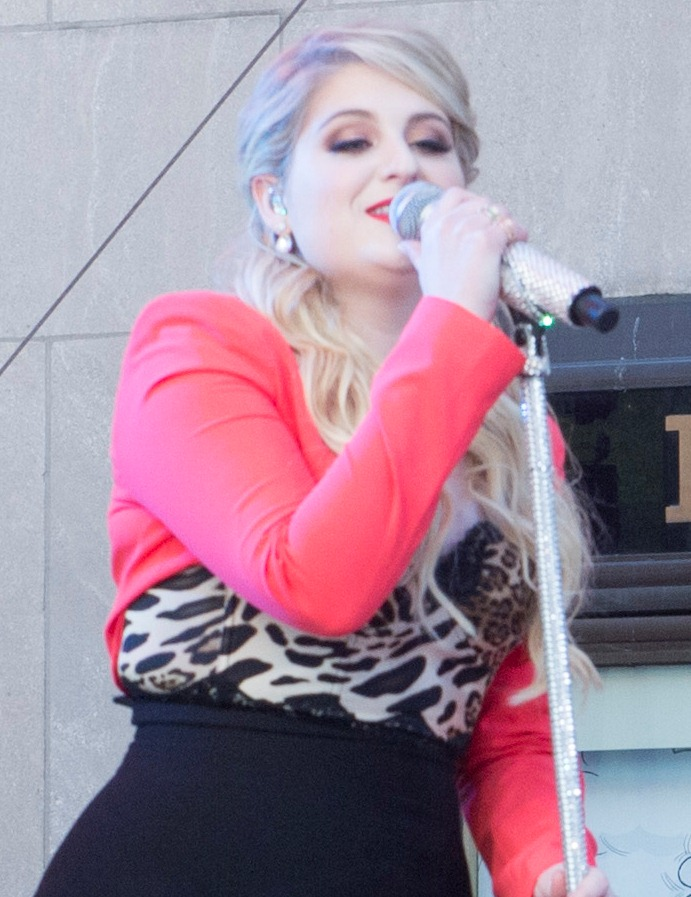
Styles Meghan Trainorral együtt szerezte a Someday című dalt, amely közreműködés volt az énekesnő és Michael Bublé között, az utóbbi Nobody but Me stúdióalbumán.

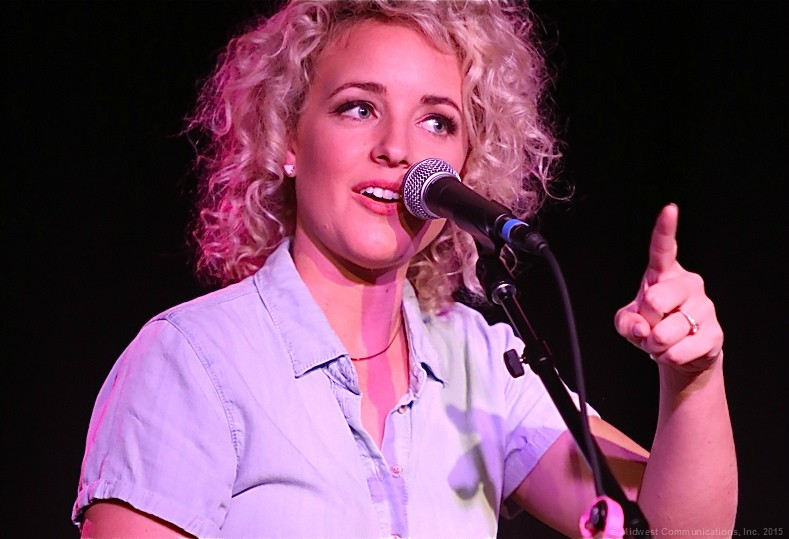
Styles volt a szerzője Cam énekesnő Changes című dalának.

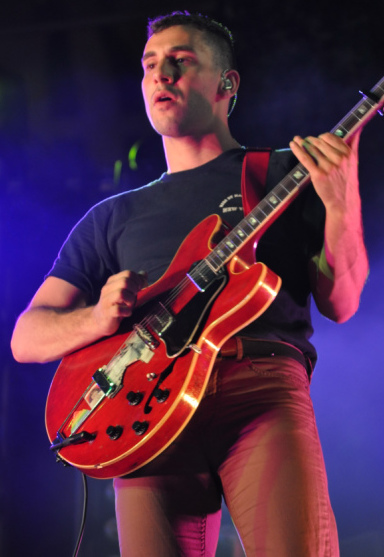
Styles Jack Antonoffal együtt szerezte a Alfie’s Song (Not So Typical Love Song) dalt, amely szerepelt a Kszi, Simon filmben.

| Kislemez           |
| Promóciós kislemez |

| Dal                                                    | Előadó(k)                                       | Szerző(k) | Album                                            | Év             | For.   |
| ------------------------------------------------------ | ----------------------------------------------- | --- | ------------------------------------------------ | -------------- | ------ |
| 5378 Miles                                             | N/A                                             | Harry Styles Gary Go Johnny McDaid                                                                                        | N/A                                              | Nem jelent meg | [ 27 ] |
| A.M.                                                   | One Direction                                   | Harry Styles Julian Bunetta Ed Drewett Wayne Hector Niall Horan Liam Payne John Ryan Louis Tomlinson                      | Made in the A.M. (Deluxe Edition)                | 2015           | [ 28 ] |
| Adore You                                              | Harry Styles                                    | Harry Styles Amy Allen Thomas Hull Tyler Johnson Mitch Rowland                                                            | Fine Line                                        | 2019           | [ 29 ] |
| Alfie’s Song (Not So Typical Love Song)                | Bleachers                                       | Harry Styles Jack Antonoff Ilsey Juber                                                                                    | Love, Simon (Original Motion Picture Soundtrack) | 2018           | [ 30 ] |
| Already Home                                           | N/A                                             | Harry Styles Gary Go Johnny McDaid                                                                                        | N/A                                              | Nem jelent meg | [ 31 ] |
| As It Was                                              | Harry Styles                                    | Harry Styles Thomas Hull Tyler Johnson                                                                                    | Harry’s House                                    | 2022           | [ 32 ] |
| Oh Anna                                                | Harry Styles                                    | Harry Styles Tyler Johnson Mitch Rowland Alex Salibian                                                                    | N/A                                              | Nem jelent meg | [ 34 ] |
| Back for You                                           | One Direction                                   | Harry Styles Carl Falk Kristoffer Fogelmark Niall Horan Savan Kotecha Albin Nedler Liam Payne Louis Tomlinson Rami Yacoub | Take Me Home                                     | 2012           | [ 35 ] |
| Better than Being Alone                                | Augustana                                       | Harry Styles Dan Layus | N/A                                              | Nem jelent meg | [ 36 ] |
| Boyfriends                                             | Harry Styles                                    | Harry Styles Tobias Jesso Jr. Thomas Hull Tyler Johnson                                                                   | Harry’s House                                    | 2022           | [ 37 ] |
| California                                             | N/A                                             | Harry Styles Dan Layus | N/A                                              | Nem jelent meg | [ 38 ] |
| Canyon Moon                                            | Harry Styles                                    | Harry Styles Thomas Hull Mitch Rowland                                                                                    | Fine Line                                        | 2019           | [ 29 ] |
| Can’t Get Enough                                       | N/A                                             | Harry Styles Dan Layus | N/A                                              | Nem jelent meg | [ 39 ] |
| Carolina                                               | Harry Styles                                    | Harry Styles Jeff Bhasker Thomas Hull Tyler Johnson Ryan Nasci Mitch Rowland Alex Salibian                                | Harry Styles                                     | 2017           | [ 40 ] |
| Change Your Ticket                                     | One Direction                                   | Harry Styles Julian Bunetta Niall Horan Zayn Malik Sam Martin Liam Payne John Ryan Louis Tomlinson                        | Four (The Ultimate Edition)                      | 2014           | [ 41 ] |
| Changes                                                | Cam                                             | Harry Styles Lori McKenna Tom Hull Tyler Johnson                                                                          | The Otherside                                    | 2020           | [ 42 ] |
| Cherry                                                 | Harry Styles                                    | Harry Styles Jeff Bhasker Thomas Hull Tyler Johnson Sammy Witte                                                           | Fine Line                                        | 2019           | [ 29 ] |
| Cinema                                                 | Harry Styles                                    | Harry Styles Samuel Witte                                                                                                 | Harry’s House                                    | 2022           | [ 43 ] |
| Coco                                                   | N/A                                             | Harry Styles Gary Go Johnny McDaid                                                                                        | N/A                                              | Nem jelent meg | [ 44 ] |
| Daydreaming                                            | Harry Styles                                    | Harry Styles Thomas Hull Tyler Johnson Louis Johnson Valerie Johnson Alex Weir Quincy Jones Tom Bahler                    | Harry’s House                                    | 2022           | [ 43 ] |
| Daylight                                               | Harry Styles                                    | Harry Styles Thomas Hull Tyler Johnson                                                                                    | Harry’s House                                    | 2022           | [ 43 ] |
| Don’t Forget to Remember Me                            | N/A                                             | Harry Styles Toby Gad Niall Horan Zayn Malik Liam Payne Lindy Robbins Louis Tomlinson                                     | N/A                                              | Nem jelent meg | [ 45 ] |
| Don’t Let Me Go                                        | Harry Styles                                    | Harry Styles Sam McCarthy Dan McDougal                                                                                    | N/A                                              | Nem jelent meg | [ 46 ] |
| Endlessly                                              | N/A                                             | Harry Styles Gary Go Johnny McDaid                                                                                        | N/A                                              | Nem jelent meg | [ 47 ] |
| Ever Since New York                                    | Harry Styles                                    | Harry Styles Jeff Bhasker Tyler Johnson Ryan Nasci Mitch Rowland Alex Salibian                                            | Harry Styles                                     | 2017           | [ 40 ] |
| Everything About You                                   | One Direction                                   | Harry Styles Wayne Hector Niall Horan Zayn Malik Liam Payne Steve Robson Louis Tomlinson                                  | Up All Night                                     | 2011           | [ 48 ] |
| Fall Apart                                             | N/A                                             | Harry Styles Dan Layus | N/A                                              | Nem jelent meg | [ 49 ] |
| Falling                                                | Harry Styles                                    | Harry Styles Thomas Hull                                                                                                  | Fine Line                                        | 2019           | [ 29 ] |
| Fine Line                                              | Harry Styles                                    | Harry Styles Jeff Bhasker Thomas Hull Tyler Johnson Sammy Witte                                                           | Fine Line                                        | 2019           | [ 29 ] |
| Fool’s Gold                                            | One Direction                                   | Harry Styles Niall Horan Zayn Malik Maureen McDonald Liam Payne Jamie Scott Louis Tomlinson                               | Four                                             | 2014           | [ 41 ] |
| From the Dining Table                                  | Harry Styles                                    | Harry Styles Jeff Bhasker Tyler Johnson Ryan Nasci Mitch Rowland Alex Salibian                                            | Harry Styles                                     | 2017           | [ 40 ] |
| Fun for Now                                            | N/A                                             | Harry Styles Julian Bunetta Dan Layus                                                                                     | N/A                                              | Nem jelent meg | [ 50 ] |
| Golden                                                 | Harry Styles                                    | Harry Styles Thomas Hull Tyler Johnson Mitch Rowland                                                                      | Fine Line                                        | 2019           | [ 29 ] |
| Grapejuice                                             | Harry Styles                                    | Harry Styles Thomas Hull Tyler Johnson                                                                                    | Harry’s House                                    | 2022           | [ 43 ] |
| Happily                                                | One Direction                                   | Harry Styles Savan Kotecha Carl Falk                                                                                      | Midnight Memories                                | 2013           | [ 51 ] |
| Have and Hold                                          | N/A                                             | Harry Styles Dan Layus | N/A                                              | Nem jelent meg | [ 52 ] |
| I Just Wanna Be Your Man                               | N/A                                             | Harry Styles Dan Layus | N/A                                              | Nem jelent meg | [ 53 ] |
| I Love You                                             | Alex & Sierra                                   | Harry Styles Johan Carlsson                                                                                               | It’s About Us                                    | 2014           | [ 54 ] |
| I Wasn’t Ready                                         | N/A                                             | Harry Styles John Legend                                                                                                  | N/A                                              | Nem jelent meg | [ 55 ] |
| If I Could Fly                                         | One Direction                                   | Harry Styles Johan Carlsson Ross Golan                                                                                    | Made in the A.M.                                 | 2015           | [ 28 ] |
| Irresistible                                           | One Direction                                   | Harry Styles Tom Fletcher Niall Horan Danny Jones Zayn Malik Liam Payne Dougie Poynter Louis Tomlinson                    | Take Me Home (Target Deluxe Edition)             | 2012           | [ 35 ] |
| Just a Little Bit of Your Heart                        | Ariana Grande                                   | Harry Styles Johan Carlsson                                                                                               | My Everything                                    | 2014           | [ 56 ] |
| Keep Driving                                           | Harry Styles                                    | Harry Styles Thomas Hull Tyler Johnson Mitch Rowland                                                                      | Harry’s House                                    | 2022           | [ 43 ] |
| Kiss It Better                                         | N/A                                             | Harry Styles Dan Layus | N/A                                              | Nem jelent meg | [ 57 ] |
| Kiss Me                                                | N/A                                             | Harry Styles Dan Layus | N/A                                              | Nem jelent meg | [ 58 ] |
| Kissed You in the Rain                                 | N/A                                             | Harry Styles Dan Layus | N/A                                              | Nem jelent meg | [ 59 ] |
| Kiwi                                                   | Harry Styles                                    | Harry Styles Jeff Bhasker Tyler Johnson Ryan Nasci Mitch Rowland Alex Salibian                                            | Harry Styles                                     | 2017           | [ 40 ] |
| Late Night Talking                                     | Harry Styles                                    | Harry Styles Thomas Hull                                                                                                  | Harry’s House                                    | 2022           | [ 37 ] |
| Lay Down                                               | N/A                                             | Harry Styles Thomas Atkin Jake Gosling Chris Leonard                                                                      | N/A                                              | Nem jelent meg | [ 60 ] |
| Lights Up                                              | Harry Styles                                    | Harry Styles Thomas Hull Tyler Johnson                                                                                    | Fine Line                                        | 2019           | [ 29 ] |
| Like Everybody Else                                    | N/A                                             | Harry Styles Dan Layus | N/A                                              | Nem jelent meg | [ 61 ] |
| Like You Do                                            | N/A                                             | Harry Styles Dan Layus | N/A                                              | Nem jelent meg | [ 62 ] |
| Little Freak                                           | Harry Styles                                    | Harry Styles Thomas Hull                                                                                                  | Harry’s House                                    | 2022           | [ 43 ] |
| Long Time Gone                                         | N/A                                             | Harry Styles Gary Lightbody Johnny McDaid                                                                                 | N/A                                              | Nem jelent meg | [ 63 ] |
| Love of My Life                                        | Harry Styles                                    | Harry Styles Thomas Hull Tyler Johnson                                                                                    | Harry’s House                                    | 2022           | [ 43 ] |
| Love You Like You’re Leaving                           | N/A                                             | Harry Styles Dan Layus | N/A                                              | Nem jelent meg | [ 64 ] |
| Make It Feel Right                                     | N/A                                             | Harry Styles Steve Garrigan Vincent May Mark Prendergast                                                                  | N/A                                              | Nem jelent meg | [ 65 ] |
| Matilda                                                | Harry Styles                                    | Harry Styles Amy Allen Thomas Hull Tyler Johnson                                                                          | Harry’s House                                    | 2022           | [ 43 ] |
| Medicine                                               | Harry Styles                                    | Harry Styles Tyler Johnson Mitch Rowland Alex Salibian                                                                    | N/A                                              | Nem jelent meg | [ 66 ] |
| Meet Me in the Hallway                                 | Harry Styles                                    | Harry Styles Jeff Bhasker Tyler Johnson Ryan Nasci Mitch Rowland Alex Salibian                                            | Harry Styles                                     | 2017           | [ 40 ] |
| Might Not Want You                                     | N/A                                             | Harry Styles Dan Layus | N/A                                              | Nem jelent meg | [ 67 ] |
| Music for a Sushi Restaurant                           | Harry Styles                                    | Harry Styles Thomas Hull Tyler Johnson Mitch Rowland                                                                      | Harry’s House                                    | 2022           | [ 43 ] |
| Night Changes                                          | One Direction                                   | Harry Styles Julian Bunetta Niall Horan Zayn Malik John Ryan Jamie Scott Liam Payne Louis Tomlinson                       | Four                                             | 2014           | [ 41 ] |
| Not Our Fault                                          | Gavin DeGraw                                    | Harry Styles Gavin DeGraw Jake Gosling Chris Leonard                                                                      | N/A                                              | Nem jelent meg | [ 68 ] |
| Olivia                                                 | One Direction                                   | Harry Styles Julian Bunetta John Ryan                                                                                     | Made in the A.M.                                 | 2015           | [ 28 ] |
| One Desire                                             | N/A                                             | Harry Styles Dan Layus | N/A                                              | Nem jelent meg | [ 69 ] |
| One of Those Nights                                    | N/A                                             | Harry Styles Dan Layus | N/A                                              | Nem jelent meg | [ 70 ] |
| Only Angel                                             | Harry Styles                                    | Harry Styles Jeff Bhasker Tyler Johnson Ryan Nasci Mitch Rowland Alex Salibian                                            | Harry Styles                                     | 2017           | [ 40 ] |
| Perfect                                                | One Direction                                   | Harry Styles Julian Bunetta Jacob Kasher Maureen McDonald John Ryan Jesse Shatkin Louis Tomlinson                         | Made in the A.M.                                 | 2015           | [ 28 ] |
| Right Now                                              | One Direction                                   | Harry Styles Liam Payne Ryan Tedder Louis Tomlinson                                                                       | Midnight Memories                                | 2013           | [ 51 ] |
| Same Mistakes                                          | One Direction                                   | Harry Styles Wayne Hector Niall Horan Zayn Malik Liam Payne Steve Robson Louis Tomlinson                                  | Up All Night                                     | 2011           | [ 48 ] |
| Satellite                                              | Harry Styles                                    | Harry Styles Thomas Hull Tyler Johnson                                                                                    | Harry’s House                                    | 2022           | [ 43 ] |
| Second Chance                                          | N/A                                             | Harry Styles Dan Layus | N/A                                              | Nem jelent meg | [ 71 ] |
| She                                                    | Harry Styles                                    | Harry Styles Jeff Bhasker Thomas Hull Mitch Rowland                                                                       | Fine Line                                        | 2019           | [ 29 ] |
| She Got Away                                           | One Direction                                   | Harry Styles Ryan Tedder Noel Zancanella                                                                                  | N/A                                              | Nem jelent meg | [ 72 ] |
| Sign of the Times                                      | Harry Styles                                    | Harry Styles Jeff Bhasker Tyler Johnson Ryan Nasci Mitch Rowland Alex Salibian                                            | Harry Styles                                     | 2017           | [ 40 ] |
| Someday                                                | Michael Bublé (Meghan Trainor közreműködésével) | Harry Styles Johan Carlsson Meghan Trainor                                                                                | Nobody but Me                                    | 2016           | [ 73 ] |
| Something Great                                        | One Direction                                   | Harry Styles Jacknife Lee Gary Lightbody                                                                                  | Midnight Memories                                | 2013           | [ 51 ] |
| Something I’ve Been Waiting For                        | N/A                                             | Harry Styles Gary Lightbody Johnny McDaid                                                                                 | N/A                                              | Nem jelent meg | [ 74 ] |
| Still the One                                          | One Direction                                   | Harry Styles Carl Falk Savan Kotecha Liam Payne Louis Tomlinson Rami Yacoub                                               | Take Me Home (Yearbook Edition)                  | 2012           | [ 35 ] |
| Stockholm Syndrome                                     | One Direction                                   | Harry Styles Julian Bunetta Johan Carlsson John Ryan                                                                      | Four                                             | 2014           | [ 41 ] |
| Story of My Life                                       | One Direction                                   | Harry Styles Julian Bunetta Niall Horan Zayn Malik Liam Payne John Ryan Jamie Scott Louis Tomlinson                       | Midnight Memories                                | 2013           | [ 51 ] |
| Summer Love                                            | One Direction                                   | Harry Styles Wayne Hector Niall Horan Zayn Malik Liam Payne Lindy Robbins Steve Robson Louis Tomlinson                    | Take Me Home                                     | 2012           | [ 35 ] |
| Sunflower, Vol. 6                                      | Harry Styles                                    | Harry Styles Thomas Hull Greg Kurstin                                                                                     | Fine Line                                        | 2019           | [ 29 ] |
| Sweet Creature                                         | Harry Styles                                    | Harry Styles Thomas Hull                                                                                                  | Harry Styles                                     | 2017           | [ 40 ] |
| Taken                                                  | One Direction                                   | Harry Styles Toby Gad Niall Horan Zayn Malik Liam Payne Lindy Robbins Louis Tomlinson                                     | Up All Night                                     | 2011           | [ 48 ] |
| This Is the Start                                      | N/A                                             | Harry Styles Johnny McDaid                                                                                                | N/A                                              | Nem jelent meg | [ 75 ] |
| To Be So Lonely                                        | Harry Styles                                    | Harry Styles Thomas Hull Tyler Johnson Mitch Rowland                                                                      | Fine Line                                        | 2019           | [ 29 ] |
| Treat People with Kindness                             | Harry Styles                                    | Harry Styles Jeff Bhasker Ilsey Juber                                                                                     | Fine Line                                        | 2019           | [ 29 ] |
| Two Ghosts                                             | Harry Styles                                    | Harry Styles Julian Bunetta Tyler Johnson Mitch Rowland John Ryan                                                         | Harry Styles                                     | 2017           | [ 40 ] |
| Wake Up the Sun                                        | N/A                                             | Harry Styles Gary Lightbody Johnny McDaid                                                                                 | N/A                                              | Nem jelent meg | [ 76 ] |
| Walking in the Wind                                    | One Direction                                   | Harry Styles Julian Bunetta John Ryan Jamie Scott                                                                         | Made in the A.M. (Deluxe Edition)                | 2015           | [ 28 ] |
| Want You to Be There                                   | One Direction                                   | Harry Styles Jake Gosling Chris Leonard                                                                                   | N/A                                              | Nem jelent meg | [ 77 ] |
| Watermelon Sugar                                       | Harry Styles                                    | Harry Styles Thomas Hull Tyler Johnson Mitch Rowland                                                                      | Fine Line                                        | 2019           | [ 29 ] |
| Where Do Broken Hearts Go                              | One Direction                                   | Harry Styles Julian Bunetta Ruth-Anne Cunningham Teddy Geiger Ali Tamposi                                                 | Four                                             | 2014           | [ 41 ] |
| Woman                                                  | Harry Styles                                    | Harry Styles Jeff Bhasker Tyler Johnson Ryan Nasci Mitch Rowland Alex Salibian                                            | Harry Styles                                     | 2017           | [ 40 ] |
| You Still Have My Heart (Even If You Don’t Deserve It) | N/A                                             | Harry Styles Dan Layus | N/A                                              | Nem jelent meg | [ 78 ] |